# خانواده مقدس (میکل‌آنژ)
خانواده مقدس (انگلیسی: Doni Tondo) در زبان لاتین ایتالیایی از این عنوان با نام دونی توندو و دونی مدونا هم یاد می‌شود. این اثر هنری یکی از آثار ارزشمند هنرمند رنسانس ایتالیا میکل‌آنژ می‌باشد. نقاشی امروزه در اوفیتزی فلورانس و هنوز هم در قاب اصلی خودش قرار دارد.